# Saint-Outrille
Saint-Outrille är en kommun i departementet Cher i regionen Centre-Val de Loire i de centrala delarna av Frankrike. Kommunen ligger  i kantonen Graçay som tillhör arrondissementet Vierzon. År 2022 hade Saint-Outrille 215 invånare.

## Befolkningsutveckling
Antalet invånare i kommunen Saint-Outrille
Referens:INSEE